# Interstate 205 (Oregon–Washington)
Interstate 205 (I-205) é estrada que leva de Portland a Vancouver, e vice-versa. I-205 é oficialmente chamada de Memorial dos Veteranos de Guerra Freeway, e também é conhecido como o Portland East Freeway. I-205 passa a leste do centro de Portland e Vancouver, servindo assim como uma rota de desvio da Interstate 5 em Washington. O término do norte da rodovia está localizada ao norte de Vancouver, no subúrbio de Salmon Creek, e termina ao sul no subúrbio de Tualatin.